# Ctenotus orientalis
Ctenotus orientalis là một loài thằn lằn trong họ Scincidae. Loài này được Storr mô tả khoa học đầu tiên năm 1971.